# Salette Tavares
Salette Tavares (Lourenço Marques, 1922 - Lisboa, 1994) foi uma escritora, poeta e ensaísta portuguesa.

## Biografia
Salette Tavares nasceu a 31 de Março de 1922, em Moçambique, na cidade de Lourenço Marques (hoje em dia Maputo).  Aos onze anos mudou-se para Sintra (Portugal) e viveu em Lisboa até 1994, ano em que morreu, a 30 de Maio, aos 72 anos.

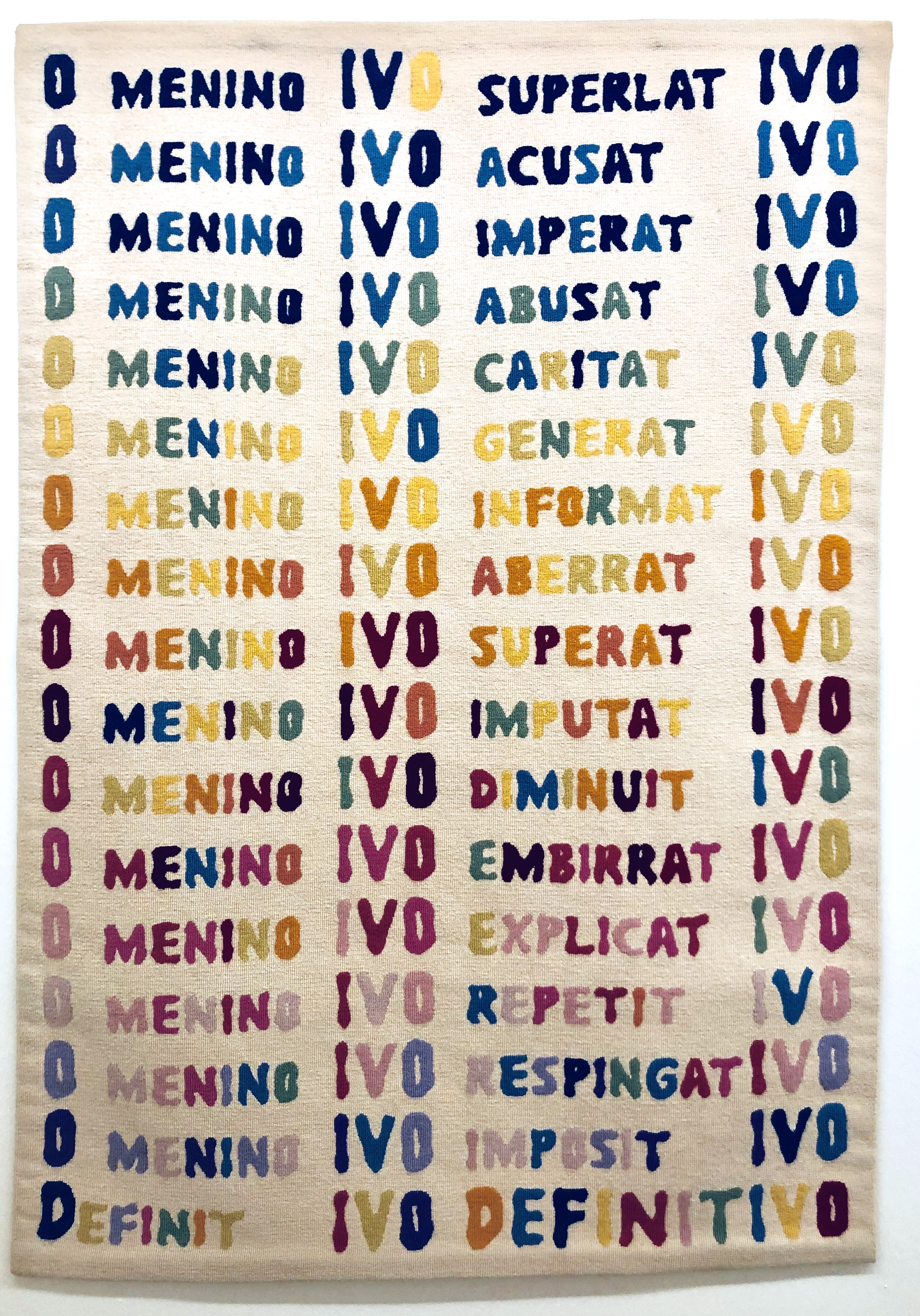
O Menino Ivo, 1978. Tapeçaria de Portalegre. Coleção de João Aranda Brandão.

Fez o curso de Ciências Histórico-Filosóficas na Universidade de Lisboa, licenciando-se em 1948 com a tese Aproximação ao pensamento concreto de Gabriel Marcel, que seria publicada nesse mesmo ano, em Lisboa.
Na década de 1950, lecionou História no ensino liceal e iniciou investigações com barro e olaria, experiências que viriam a traduzir-se na criação dos primeiros objetos de poesia espacial. Em 1957, publicou o primeiro volume de poesia, intitulado Espelho Cego. Foi também durante este período que obteve uma bolsa da Fundação Calouste Gulbenkian, através da qual fez uma especialização emEstética (em França e Itália, com Mikel Dufrenne, Étienne Souriau e Gillo Dorfles).
Em 1959, traduziu e prefaciou a edição portuguesa de Pensamentos de Pascal. No mesmo ano, traduziu As maravilhas do cinema de Georges Sadoul. Uma tradução de Fuenteovejuna, de Lope de Vega, permanece, até hoje, inédita.
Em 1964, a par de ter colaborado com “Brin Cadeiras” no primeiro número da revista Poesia Experimental (António Aragão e Herberto Helder orgs.,Cadernos de Hoje), viajou para os Estados Unidos, onde visitou as cidades de Nova Iorque, Chicago e Filadélfia. Durante esse período, estabeleceu contacto com Philip Johnson, Frank Lloyd Wright e Mies Van der Rohe, tendo visitado vários museus e coleções particulares.
É considerada uma das figuras incontornáveis da Poesia Experimental Portuguesa, tendo participado em diversas atividades promovidas no decorrer dos anos 1960-1980. Integrou a exposição coletiva Visopoemas (1965), participou no happening Concerto e Audição Pictórica (realizado na Galeria Divulgação, com Jorge Peixinho, António Aragão, E. M. de Melo e Castro, Mário Falcão, Clotilde Rosa e Manuel Baptista) e, em 1966, voltou a colaborar no segundo número da revista Poesia Experimental, apresentando “Brincade Iras / irras / B irras”.
Durante os anos 1960, escreveu Poemas do Soporífero, obra que permaneceu inédita até à sua inclusão em Obra Poética 1957-1971, e publicou as obras Concerto em Mi Maior para Clarinete e Bateria (1964), 14563 Letras de Pedro Sete (1965) e Quadrada (1967).
Após o regresso a Portugal, lecionou Estética na Sociedade Nacional de Belas Artes, tendo publicado as lições correspondentes, sem ilustrações, na revista Brotéria. Um livro intitulado A Dialética das Formas, que constitui uma versão mais completa dessas mesmas lições, esteve composto em 1972, mas permanece inédito.
No ano de 1971, publicou Lex Icon, obra cuja edição italiana (1977) conta com um prefácio da autoria de Gillo Dorfles. Em 2024, a obra foi traduzida para inglês por Isabel Sobral Campos e Kristofer J. Petersen-Overton, tendo sido publicada pela editora norte-americana Ugly Duckling Presse.
Durante os anos 1970, Salette Tavares foi presidente da AICA portuguesa, tendo também dado a conhecer a sua obra em diversas exposições, em Portugal e no estrangeiro. Em 1979, apresentou a exposição retrospetiva Brincar, na Galeria Quadrum.
Foi responsável pela divulgação, em Portugal, da Teoria da Informação de Abraham Moles, da análise estruturalista da arquitetura e da Estética Nova de Wilhelm Worringer.

## Exposições
- 1979 - Retrospectiva da sua poesia visual na Galeria Quadrum, numa exposição chamada Brincar [10]
- 2010 - Exposição "Desalinho das Linhas" no Centro Cultural de Belém (CCB).
- 2013 - Exposição "Poesia Experimental Portuguesa" em Serralves no Centro de Ovar
- 2014 - Exposição no CAM - Fundação Calouste Gulbenkian, onde foram reunidos diversos trabalhos seus, abarcando a produção literária e a prática artística, estendendo-se à poesia visual, à sua exploração tridimensional, e à produção de objectos.

## Obras Seleccionadas

###### Obras publicadas em vida[12]
- 1957 - Espelho cego, Lisboa, editora Ática [3]
- 1961 - Concerto em Mi Maior para Clarinete e Bateria, Lisboa, s.n.
- 1965 - 14 563 letras de Pedro Sete, Lisboa, Livraria Fomento de Cultura
- 1967 - Quadrada, Lisboa, Moraes Editores.
- 1971 - Lex Icon, Lisboa, Moraes Editores [13]
- 1977 - Lex Icon, edição italiana, Milano, Scheiwiller
- 1979 - Brincar [Catálogo], Lisboa, Galeria Quadrum [14]
- 1984 - Inéditos, Milano, Vanni Scheiwiller
- 1992 - Obra poética (1957-1971), Lisboa,  Imprensa Nacional Casa da Moeda, com introdução de Luciana Stegagno Picchio

###### Edições póstumas
- 1995 - Poesia Gráfica, Lisboa, Casa Fernando Pessoa [15]
- 2014 - Poesia Espacial, Lisboa, CAM - Fundação Calouste Gulbenkian,  ISBN 978-972-635-292-1 [16]
- 2017 - Lex Icon, edição fac-similada, Lisboa, Tigre de Papel
- 2019 - Irrar, Lisboa, Tigre de Papel, com prefácio de Catherine Dumas.[17]
- 2019 - O Kágado, Baile Mececânico, Anonimatógrafo, Lisboa, Tigre de Papel, com prefácio de Manuel Portela[18]
- 2019 - Outro Outro, Lisboa, Tigre de Papel, com prefácio de Rui Torres[19]
- 2020 - Lex Icon, 2ª ed., Lisboa, Tigre de Papel[20]
- 2022 - Obra Poética: 1957-1994, Lisboa, Imprensa Nacional-Casa da Moeda[21]
- 2022 - Sintra no Jardim da Esmeralda, Lisboa, Tigre de Papel
- 2024 - Antologia. Poesia, Lisboa, Tigre de Papel[22]
- 2024 - Cartas e Letras de Pedro Sete, Lisboa, Tigre de Papel, com posfácio de Rui Lopo[23]

## Ligações Externas
- Salette Tavares declama um poema do livro "Espelho Cego" no programa Perfil da RTP em 1978 - Arquivos RTP
- ArtsandCulture (Google) - Salette Tavares
- Arquivo Digital da PO.EX

1. ↑  «Salette Tavares e a Poesia Experimental – Arquivo Digital da PO.EX». 9 de março de 1995. Consultado em 18 de outubro de 2024